# Hugo Rivail
Hugo Rivail (* 30. April 1997 in Albertville, Département Savoie) ist ein ehemaliger französischer Biathlet. Er ist zweifacher Sieger im IBU-Cup.

## Sportliche Laufbahn
Hugo Rivail nahm von 2016 bis 2018 ausschließlich an Wettkämpfen auf Juniorenebene teil. Sein Debüt im IBU-Junior-Cup gab er im Dezember 2016 in der Lenzerheide und erzielte gleich im ersten Winter zwei Podestplatzierungen, darunter auch in einem Sprint. Zu Beginn der Folgesaison feierte er in Obertilliach im Sprintrennen seinen ersten und einzigen Sieg im Juniorcup, wobei er den zweitplatzierten Émilien Claude dabei um über 40 Sekunden hinter sich ließ. Am Saisonende gewann er mit Claude, Morgan Lamure und Martin Perrilat-Bottonet die Bronzemedaille im Staffelbewerb der Junioren-WM.
Zum Winter 2018/19 wurde Rivail in die B-Nationalmannschaft aufgenommen und startete daher durchgehend im IBU-Cup. Schon im Dezember lief er im Sprint von Ridnaun auf den fünften Rang, mit der Mixedstaffel erreichte er an selber Stelle Platz 4. Nach einer eher durchschnittlichen Saison 2019/20 erzielte der Franzose im Folgewinter mehrere sehr gute Ergebnisse. Zunächst erreichte er am Arber mit der Staffel seinen ersten Podestplatz, bei den Europameisterschaften resultierte als bestes Ergebnis Rang 22 im Verfolger. Bei der letzten Wettkampfstation in Obertilliach erreichte Rivail im Sprint hinter Philipp Nawrath und Aleksander Fjeld Andersen sein erstes Podium in einem Individualbewerb, das kurze Einzelrennen über 15 Kilometer konnte er nach einem Schießfehler sogar für sich entscheiden. In der Saison 2021/22 konnte der Franzose außer einem sechsten Platz beim Sprint in der Lenzerheide und drei weiteren Top-20-Resultaten nicht wirklich überzeugen, die saisonschließende Mixedstaffel in Ridnaun brachte er an der Seite von Camille Bened, Caroline Colombo und Sébastien Mahon als Schlussläufer aber siegreich über die Ziellinie.
Nachdem er für den folgenden Winter nicht mehr im Kader der B-Nationalmannschaft geführt wurde, gab Hugo Rivail im Mai 2022 über die sozialen Medien sein Karriereende bekannt.

## Statistiken

### Juniorenweltmeisterschaften
Ergebnisse bei den Juniorenweltmeisterschaften:
| Weltmeisterschaften | Weltmeisterschaften | Einzelwettbewerbe | Einzelwettbewerbe | Einzelwettbewerbe | Herrenstaffel |
| Jahr                | Ort                 | Einzel            | Sprint            | Verfolgung        | Herrenstaffel |
| ------------------- | ------------------- | ----------------- | ----------------- | ----------------- | ------------- |
| 2017                | Osrblie             | 19.               | 9.                | 22.               | –             |
| 2018                | Otepää              | 21.               | 36.               | 49.               | 3.            |

### IBU-Cup-Siege
| Nr. | Datum         | Ort          | Disziplin      |
| --- | ------------- | ------------ | -------------- |
| 1.  | 10. März 2021 | Obertilliach | Kurzeinzel     |
| 1.  | 13. März 2022 | Ridnaun      | Mixedstaffel 1 |

### Junior-Cup-Siege
| Nr. | Datum        | Ort          | Disziplin |
| --- | ------------ | ------------ | --------- |
| 1.  | 9. Dez. 2017 | Obertilliach | Sprint    |